# رنه ریون
رنه ریون (فرانسوی: René Rillon‎; ۹ مهٔ ۱۸۹۲ – ۱۳ اکتبر ۱۹۵۶) دوچرخه‌سوار اهل فرانسه بود.